# حجت
حجّت به معنی برهانِ قاطعِ علمی است و نشان از مفهوم دلیلی متقن دارد که مخاطب را قانع می‌کند. این برهان لزوماً غیرقابل‌انکار و یا حتی درست نیست، بلکه روشی از استدلال برای پیشبرد یک دیدگاه نسبت به دیگری در جریان یک بحث است. حجّت از محوری‌ترین اصول اندیشهٔ شیعهٔ امامی به‌ویژه در موضوع امامت است. به این مفهوم که در هر دوره‌ای از تاریخِ انسان، فرد شاخص و منحصربه‌فردی وجود دارد که نشانه و گواهی از سوی خداست. چنین فردی یا پیامبر یا وصی پیامبر است. این اندیشه، وحدت عملکردی را در سطحی خاص بین پیامبران و امامان نشان می‌دهد، اندیشه‌ای که بیانگر آن است که واسطهٔ نهایی بین خدا و بشریت باید یک فرد باشد، نه یک متن. براین‌اساس، برخی صفات از ضروری‌ترین ویژگی‌های امام در نظر گرفته شده که علم، عدالت، عصمت و مصونیت از اشتباه از این موارد است. در ادبیات حدیثی شیعه، «حجّت» به‌عنوان لقبی برای امامان شیعه یا اصطلاحی برای مهم‌ترین ویژگی معنوی آنان مورد استفاده قرار می‌گیرد؛ و امامان به‌عنوان «حجّت خدا» و استدلال قاطع خداوند یا «حجّت بالغه» مطرح می‌شوند.
مفهوم حجّت در میان شیعه با گذر از مفهوم اولیه‌اش در موضوع نبوت و محدودکردن دایرهٔ معنا، عملاً به امامان شیعه مختص شده‌است. حدیثی از امام دوازدهم در طول دورهٔ غیبت وجود دارد که در آن، او جامعه را به‌جستجوی پیشوایان مذهبی از محدثان شیعه هدایت، و آنان را به‌عنوان حجّت عام بر شیعیان معرفی می‌کند همان‌گونه‌که خود را حجّت بر این عالمان می‌داند. در دوران غیبت، این حدیث مبنای مهمی برای نظریهٔ ولایت فقیه مطرح‌شده توسط سید روح‌الله خمینی شد که در دفاع از نظریه‌اش دربارهٔ اختیارات وسیع مذهبی و سیاسی ولی فقیه استفاده کرد.
در اسماعیلیه حجّت اغلب به گروهی از افراد که معمولاً دوازده نفر هستند گفته می‌شود. این گروه بر کانون تبلیغاتی اسماعیلی به نام «دعوت» در مناطق مختلف جهان اسلام نظارت داشتند. حسن صباح با اقتدار و نفوذ بیشتری از آنچه که در سایر شاخه‌های اسماعیلی بود، خود را حجّت نامید، و آن را تبدیل به مترادفی برای ظهور امام غایب اسماعیلی یعنی خودش کرد.

## مفهوم حجّت
حجّت از ریشهٔ «ح‌ج‌ج» و به معنی برهانِ قاطعِ نشأت‌گرفته از علم است. با توجه به واژهٔ «احتجاج»، نشان از مفهوم دلیلی متقن دارد که مخاطب را قانع می‌کند.
حجّت لزوماً اثباتی غیرقابل‌انکار و یا حتی درست نیست، بلکه روشی از استدلالِ استفاده‌شده برای پیشبرد یک دیدگاه نسبت به دیگری در جریان یک بحث است. این واژه، اصطلاحی عربی است که ریشه‌ای قرآنی دارد و به هردو نوع استدلال‌های دروغین و خودخواهانه که کافران ممکن است علیه خدا یا پیامبرانش بیان کنند و یا استدلال‌های خدا یا پیامبرانش علیه کافران اشاره دارد. بااین‌حال قرآن می‌گوید که خداوند اثبات یا استدلال قاطع (حجّت بالغه) است که همهٔ استدلال‌های دیگر را خاموش می‌کند. این واژه نیز گاهی در معرفت‌شناسی یا علم کلام و فلسفه به‌معنای استدلال یا اثبات استفاده می‌شود، اما به‌نظر نمی‌آید که در هریک از این رشته‌ها تعریفی یکسان یا فنی داشته‌باشد.

## در شیعهٔ امامیه
حجّت از محوری‌ترین و اساسی‌ترین اصول اندیشهٔ شیعهٔ امامی به‌ویژه در موضوع امامت است. بنیان حجّت بر مفهوم تکلیف استوار است، به این معنا که به میزان تکلیف بر افراد، حجّت بر آنان تمام شده‌است.
حجّت مفهومی دارای معنایی خاص و فنی در احادیث شیعه به‌ویژه در شیعهٔ امامیه است، به‌گونه‌ای که در هر دوره‌ای از تاریخِ انسان، فرد شاخص و منحصربه‌فردی وجود دارد که نشانه و گواهی از سوی خداست. چنین فردی یا پیامبر یا وصی پیامبر است. اعتقادات امامیه بر این باور است که چنین فردی به‌عنوان حجّت همیشه و در همهٔ زمان‌ها وجود دارد. این اندیشه، گونه‌ای وحدت عملکرد را در سطحی خاص بین پیامبران و امامان نشان می‌دهد، اندیشه‌ای که در سایر جنبه‌های تفکر شیعه وجود دارد، و منعکس‌کنندهٔ اصل اساسی شیعه است که واسطهٔ نهایی بین خدا و بشریت باید یک فرد باشد، نه یک متن. شیعیان استدلال می‌کنند که قرآن به‌تنهایی نمی‌تواند به‌عنوان «حجّت» خدا بر بشریت بماند؛ زیرا «ناطق» نیست و نمی‌تواند تحلیلی قطعی از تفسیر متناقض کلمات و مطالبش را ارائه کند. به‌علاوه ایشان معتقدند که علی بن ابی‌طالب معتبرترین و داناترین مفسران قرآن بود که تفسیر خود را از محمد دریافت کرده‌بود و او و فرزندانش — که این دانش را به آنان سپرده‌است — حجّت‌های راستین خدا هستند.
براین‌اساس، برخی صفات از ضروری‌ترین ویژگی‌های امام در نظر گرفته شده که علم، عدالت و مصونیت از اشتباه از این موارد است. عصمت از مهم‌ترین این ویژگی‌هاست و چون تشخیص آن برای هیچ فردی امکان‌پذیر نیست، تنها راه شناخت فرد معصوم رجوع به نص است که تنها مرجع تشخیص عصمت خداست. در مکتب اندیشهٔ شیعه که در زمان باقرین شکل گرفت، بحث دربارهٔ برخی مفاهیم خاص مانند ثبوت امامت به «نصّ جلیّ»، امامت و منزلت امام انجام شد. ازهمین‌رو و در زمان جعفر صادق، امام ششم شیعه، مفهوم «امام مفترض‌الطاعه»، موضوع خالی‌نبودن زمین از حجّت در قالب امام منصوص، نبودن دو امام در یک زمان واحد، اندیشهٔ وصایت و نص در سلسلهٔ امامت و همین‌طور منحصر بودن انتقال امامت بین دو برادر دربارهٔ حسنین، در مکتب جعفری به‌صورت گسترده نمود کرد.
در حوزهٔ ادبیات حدیثی شیعه، «حجّت» معمولاً به‌عنوان لقبی برای امامان شیعه یا به‌عنوان اصطلاحی برای مهم‌ترین ویژگی معنوی آنان مورد استفاده قرار می‌گیرد. امامان به‌عنوان «حجّت خدا» در برخی از صحنه‌های مرتبط با یکدیگر مطرح شده‌اند: نخست این‌که آنان اراده و مشیت خدای وصف‌ناپذیر را ظاهر می‌کنند و اختلافات در مورد تفسیرهای مختلف قرآن و مسائل مربوط به حقوق یا اعتقادات مذهبی را حل می‌کنند؛ دوم این‌که وجود پیوسته و مداوم آنان در یک صورت و ظاهر یا صورت و ظاهری دیگر به این معنی است که انسان‌ها نمی‌توانند استدلال کنند دسترسی به راهنمایی الهی ندارند، و به‌این‌ترتیب، به‌عنوان استدلال قاطع خداوند یا «حجّت بالغه» علیه بهانهٔ کافران ایفای نقش می‌کنند؛ و سوم این‌که پذیرش ولایت و هدایت آنان، معیار تعیین‌کننده یا گواهی ایمان واقعی است و دراین‌خصوص امامان نیز به‌عنوان شاهدان دربرابر انسان در روز قیامت عمل می‌کنند.
پس از آغاز غیبت، اعتقاد به امام و حجّت حاضر و غایب پررنگ‌تر شد؛ و پس از آن امام دوازدهم، رسماً به‌عنوان امام غایب شناخته شد. این فرایند و همین‌طور شکل‌گیری اختلافاتی میان فرقه‌های شیعه، موجب شد تا آثاری با نام کلی «الغیبة» به بررسی روایی و اعتقادی این موضوع بپردازند، مانند کتاب‌های الغیبة نوشتهٔ نعمانی و الغیبة شیخ طوسی و رساله‌هایی از شیخ مفید. کسانی چون فضل بن شاذان یا ابوسهل نوبختی به تدوین و تثبیت این اندیشه پرداختند. به‌عقیدهٔ نوبختی زنده‌بودن و پایداری شریعت‌ها به امام به‌عنوان حجّت وابسته است و بدون وجود امام در زمین، شریعت ازمیان می‌رود. این باور در اندیشهٔ شیعه پابرجا مانده‌است.
مفهوم حجّت در میان شیعه با گذر از مفهوم اولیه‌اش در موضوع نبوت و محدودکردن دایرهٔ معنا، عملاً به امامان شیعه مختص شده‌است؛ و باور به وجود حجّت پیش، همراه و پس از خلق، دست‌کم در سه مورد به‌صورتی خاص ابراز شد. نمونهٔ نخست، عبارت «أشهدُ انَّ علیّاً حجّة الله» در اذان است، دوم عنوان «ثامن الحجج» دربارهٔ علی بن موسی الرضا، امام هشتم شیعیان، که بیانگر آن است که پیامبران حتی پیامبر اسلام در این دایرهٔ مصداق جای نگرفته‌اند؛ و سوم در نام‌بردن از امام دوازدهم شیعه است که عموماً با صفت، لقب و یا اشاره یاد نمی‌شود و اغلب با عنوان «حجّة» و با عبارت «حجّة بن الحسن» شناخته می‌شود.

### لقب امام دوازدهم شیعهٔ امامیه
به‌نظر می‌رسد که مفهوم امام به‌عنوان «حجّت‌الله» پس از غیبت امام دوازدهم اهمیت ویژه‌ای را به خود اختصاص داده‌است. امام یازدهم امامیه، امام حسن عسکری، در سال ۲۶۰ ه‍.ق و بدون این‌که اکثر پیروانش آگاه باشند که او فرزندی داشته، درگذشت. آموزه‌های شیعهٔ امامی به این نتیجه رسیدند که عسکری در واقع یک پسر داشته، اما بلافاصله پس از تولد او را پنهان کرده تا وی را از دشمنانش محافظت کند و در آینده بازگردد. این تفسیر همراه با شک و تردید عمیق ازسوی چهره‌های برجسته در داخل و خارج از مذهب و فرقهٔ امامیه موردستایش قرار گرفت؛ و دانشمندان امامیه از این باور، در برابر مخالفان متعدد و گوناگون دفاع کردند. قاعده و اصل کلی شیعه این است که جهان هرگز بدون «حجّت خدا» بر بشریت نیست؛ و این قاعده به شرطی ضروری برای استدلال آنان دربارهٔ وجود امام پنهان تبدیل شده‌است. همچنین احادیث دربارهٔ ضرورت یک حجّتِ پیوسته و همیشگی در برخی از رساله‌های مذهبیِ نوشته‌شده توسط نویسندگان امامیه در اوایل دوران غیبت کبری به شکلی برجسته دیده می‌شود.

### در نظریهٔ ولایت فقیه
اگرچه امام دوازدهم در طول دورهٔ غیبت، حجّت‌الله باقی مانده‌است، اما حدیثی منتسب به وی وجود دارد که در آن او جامعه را به‌جستجوی پیشوایان مذهبی از محدثان شیعه هدایت می‌کند و آنان را به‌عنوان حجّت عام بر شیعیان معرفی می‌کند همان‌گونه‌که خود را حجّت بر این عالمان می‌داند. در دوران غیبت، این حدیث، مبنای مهمی برای اقتدار مذهبی عالمان شیعه محسوب می‌شد، که حجّت را در مفاهیمی محدود به اختیارات حقوقی و مشروع مطرح کردند و واجد شرایط فتوا دربارهٔ تفسیر و تطبیق تعالیم امامان با شرایط جدید است. در قرن نوزدهم میلادی عنوان «حجّت‌الاسلام» به برخی از فقیهان برجستهٔ شیعه گفته شد و حدیث مذکور، توسط سید روح‌الله خمینی در دفاع از نظریهٔ خود دربارهٔ اختیارات وسیع مذهبی و سیاسی ولی فقیه مطرح شده‌است. درمقابل، یکی دیگر از عالمان مطرح شیعه، محمود حلبی، که در اواسط قرن بیستم انجمن حجّتیّه را تأسیس کرد، به‌شدت با برپایی حکومت سیاسی توسط فقهای شیعهٔ امامی بر مبنای دلایل مذهبی مخالف بود. لازم است ذکر شود که تفسیر توحیدی حجّتیه به مکتب پیش‌هزاره نزدیک است، در حالی که فعالیت انقلابی روح‌الله خمینی بر مبنای ایده‌های مکتب پس‌هزاره است.

## در اعتقادات اسماعیلی
حجّت همچنین یک اصطلاح فنی مهم در سنت شیعهٔ اسماعیلی است. در اسماعیلیه حجّت اغلب به گروهی از افراد که معمولاً دوازده نفر هستند گفته می‌شود. این گروه بر کانون تبلیغاتی اسماعیلی به نام «دعوت» در مناطق مختلف جهان اسلام نظارت داشتند. حجّت یک مقام عالی در سلسله‌مراتب فعالیت‌های تبلیغی اسماعیلی یا همان «دعوت» بود که همراه با آموزه‌های محرمانه و سرّی جنبش، به منظور آموزش دیگران در این زمینه‌ها بود. حجّت بر شبکهٔ گسترده‌ای از داعی‌ نظارت می‌کرد و به‌طور مستقیم به خود امام و یا مقام بلندپایه‌ای به‌نام «باب» گزارش می‌داد. حسن صباح در قلعهٔ معروفِ اسماعیلیِ الموت در شمال‌غربی ایران، با اقتدار و نفوذ بیشتری از آنچه که در سایر شاخه‌های اسماعیلی بود، خود را حجّت نامید، و آن را تبدیل به مترادفی برای ظهور امام غایب اسماعیلی یعنی خودش کرد.